# Oakesdale
Oakesdale é uma cidade  localizada no estado norte-americano de Washington, no Condado de Whitman.

## Demografia
Segundo o censo norte-americano de 2000, a sua população era de 420 habitantes.
Em 2006, foi estimada uma população de 384, um decréscimo de 36 (-8.6%).

## Geografia
De acordo com o United States Census Bureau tem uma área de
2,7 km², dos quais 2,7 km² cobertos por terra e 0,0 km² cobertos por água. Oakesdale localiza-se a aproximadamente 776 m acima do nível do mar.

## Localidades na vizinhança
O diagrama seguinte representa as localidades num raio de 20 km ao redor de Oakesdale.